# Giambattista Rubini
Giambattista Rubini (ur. w 1642 w Wenecji, zm. 17 lutego 1707 w Rzymie) – włoski kardynał.

## Życiorys
Był synem Donato Rubiniego i Cristiny Medici, krewnym papieża Aleksandra VIII. W młodości studiował na Uniwersytecie w Padwie, gdzie obronił doktorat utroque iure. Następnie pracował jako referendarz Najwyższego Trybunału Sygnatury Apostolskiej i był gubernatorem kilku miast m.in. Spoleto i Viterbo. 19 sierpnia 1683 przyjął święcenia diakonatu, a dwa dni później prezbiteratu. 15 maja 1694 został wybrany biskupem Vicenzy, z czego zrezygnował 25 marca 1702. 13 lutego 1690 został kreowany kardynałem prezbiterem i otrzymał kościół tytularny San Lorenzo in Panisperna. Od stycznia 1703 do stycznia 1704 pełnił rolę kamerlinga Kolegium Kardynałów.